# Thierry Tusseau
Thierry Tusseau (ur. 19 stycznia 1958 w Noisy-le-Grand) – francuski piłkarz, defensywny pomocnik lub boczny obrońca.
Karierę zawodową zaczynał w FC Nantes, gdzie grał w latach 1974–1983. W tym czasie trzykrotnie zostawał mistrzem Francji: w 1977, 1980 i 1983. W sezonach 1983–1986 był piłkarzem Girondins Bordeaux (mistrzostwo Francji w 1984 i 1985), a w latach 1986–1988 Matry Paryż. Karierę kończył w Stade de Reims (1988–1991).
W reprezentacji Francji zagrał 22 razy. Debiutował 30 marca 1977 w meczu z Irlandią, ostatni raz zagrał w 1986. Podczas MŚ 1986 zagrał w czterech spotkaniach i wywalczył z drużyną III miejsce. Znajdował się wśród zwycięzców ME 1984.